# نورثيك بارك (محطة مترو أنفاق لندن)
نورثيك بارك (بالإنجليزية: Northwick Park)‏ هي إحدى محطات مترو أنفاق لندن. تقع على خط ميتروبوليتان أفتتحت في المنطقة (Zone) رقم 4 أفتتحت في 28 يونيو 1923.

## معرض صور

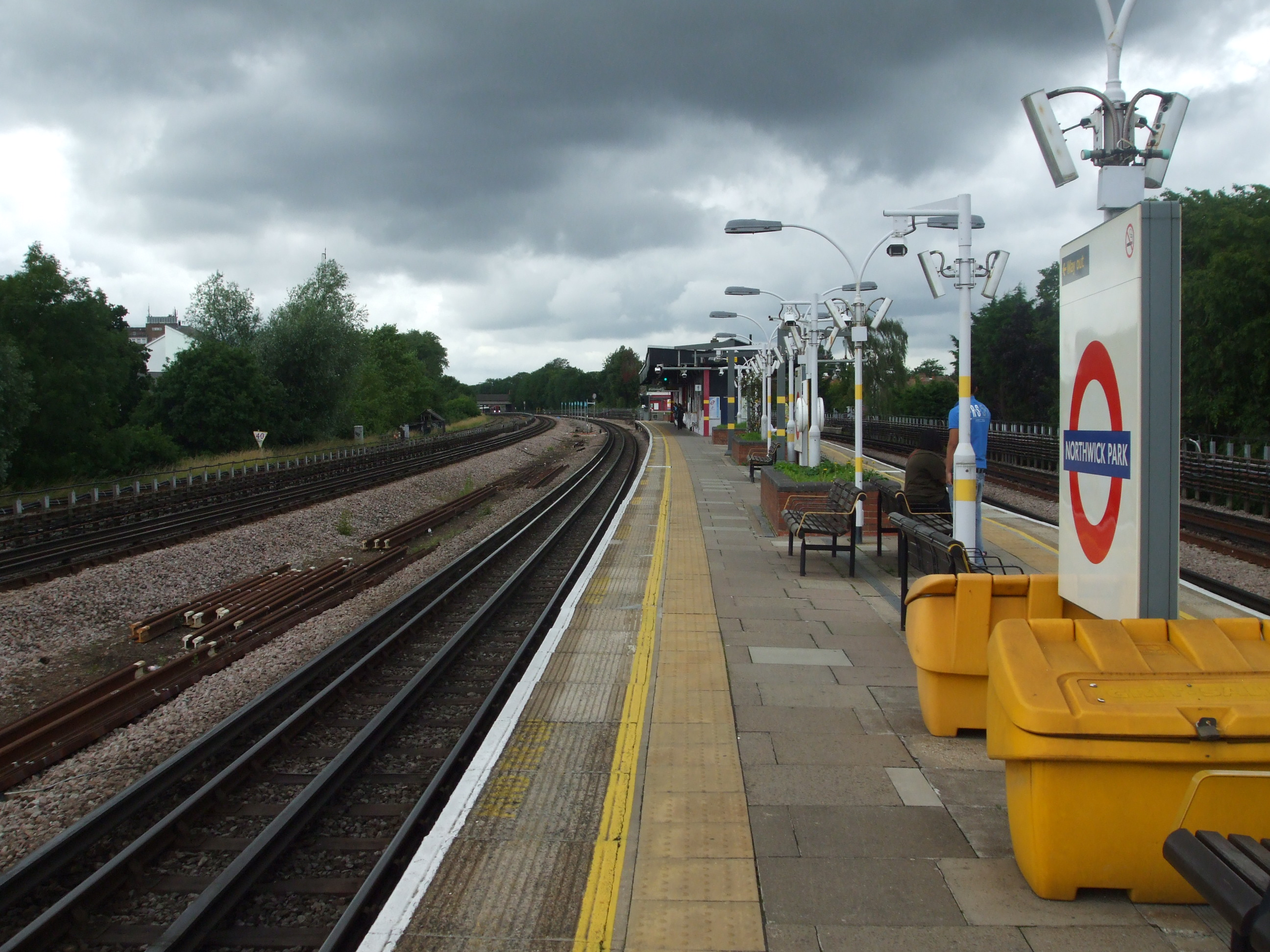
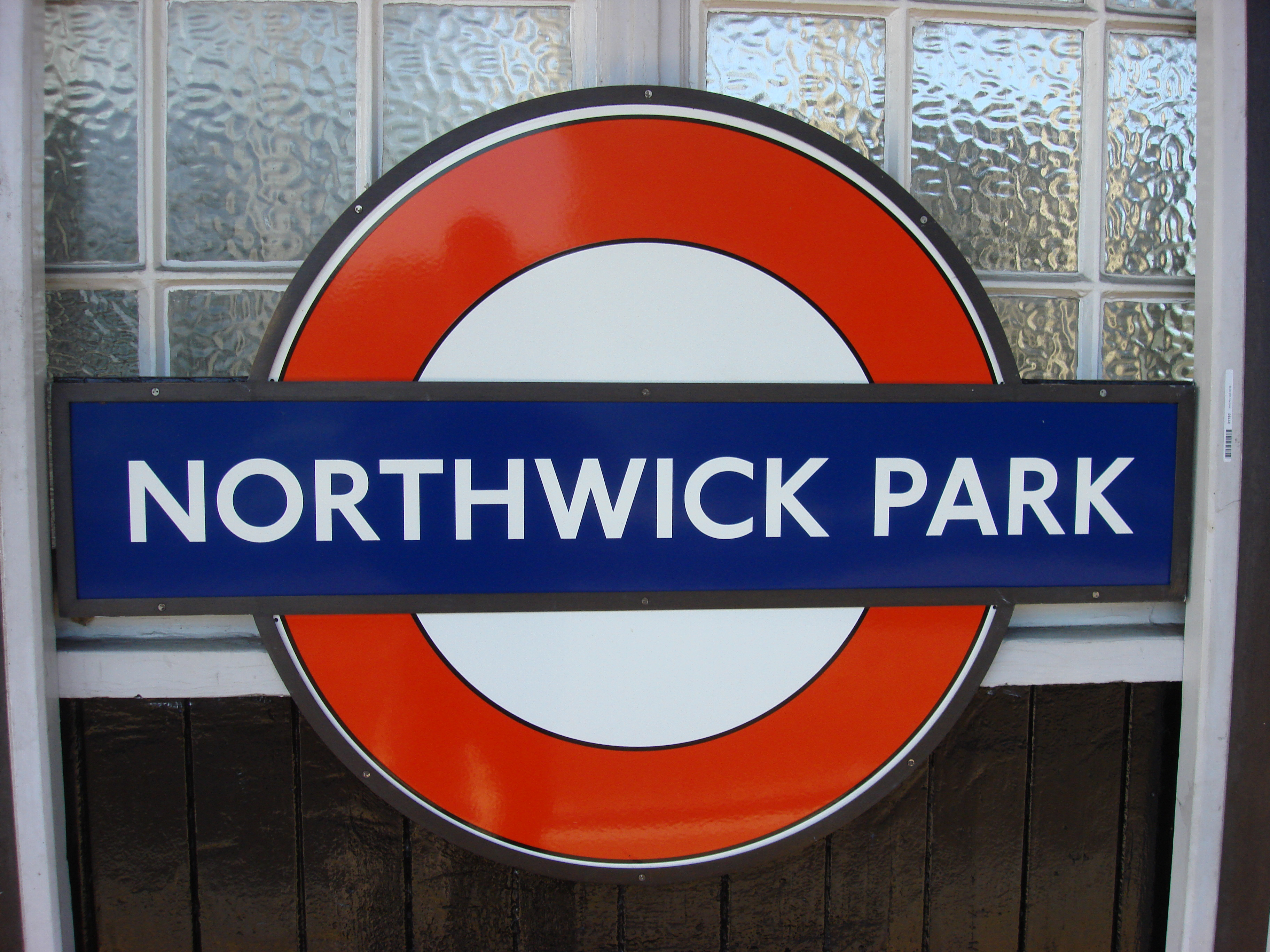
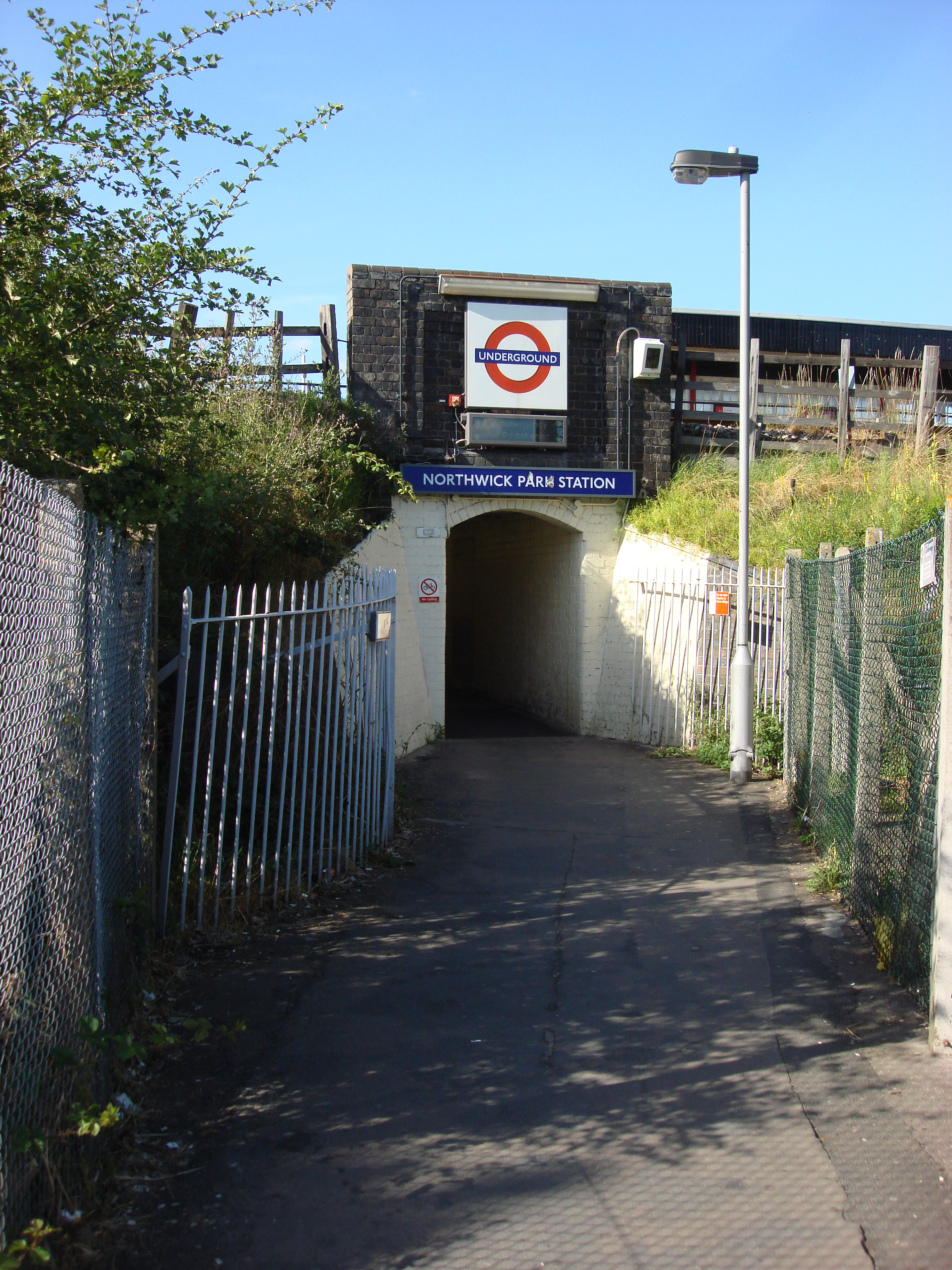
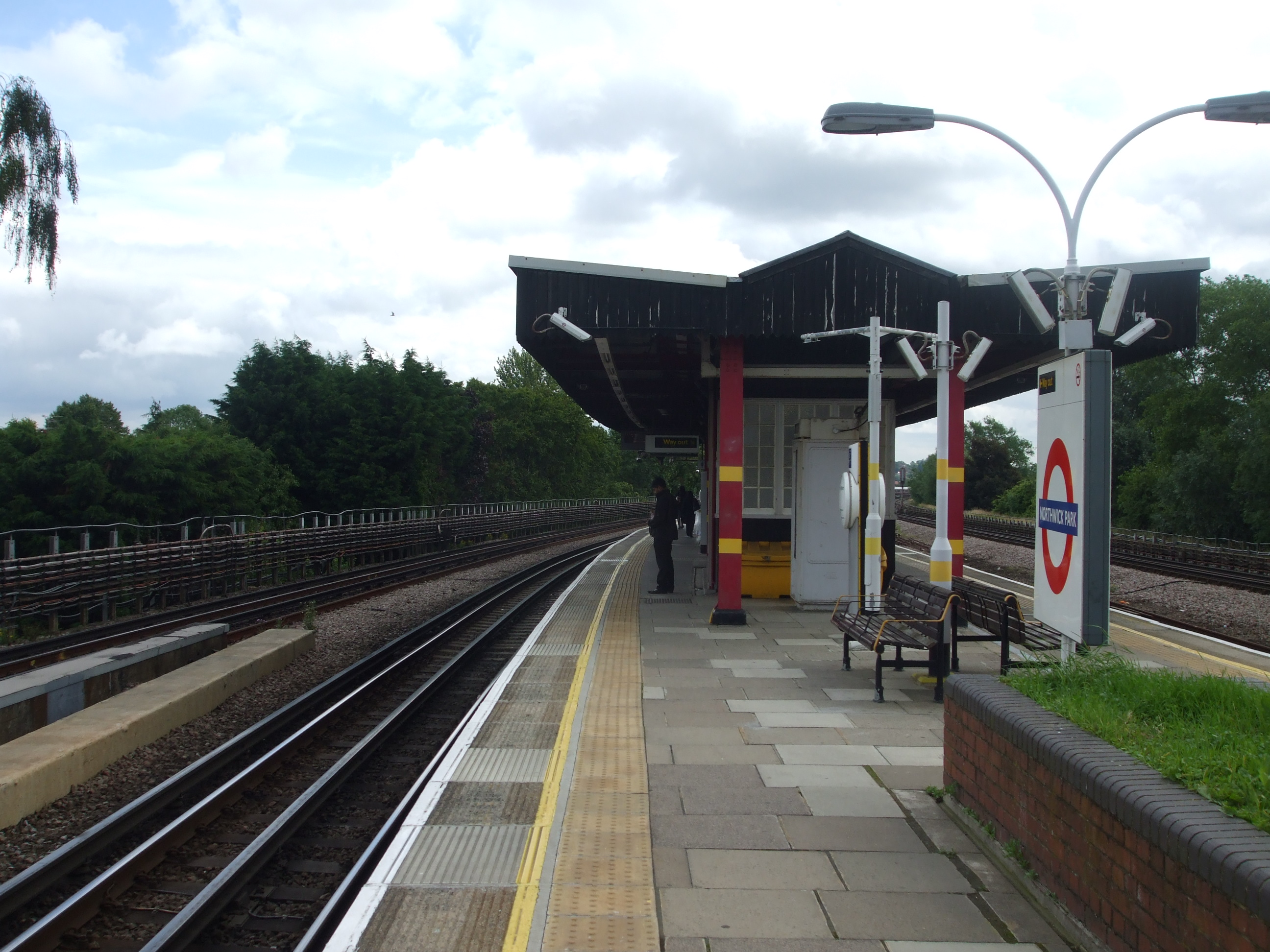